# Cepparello da Prato

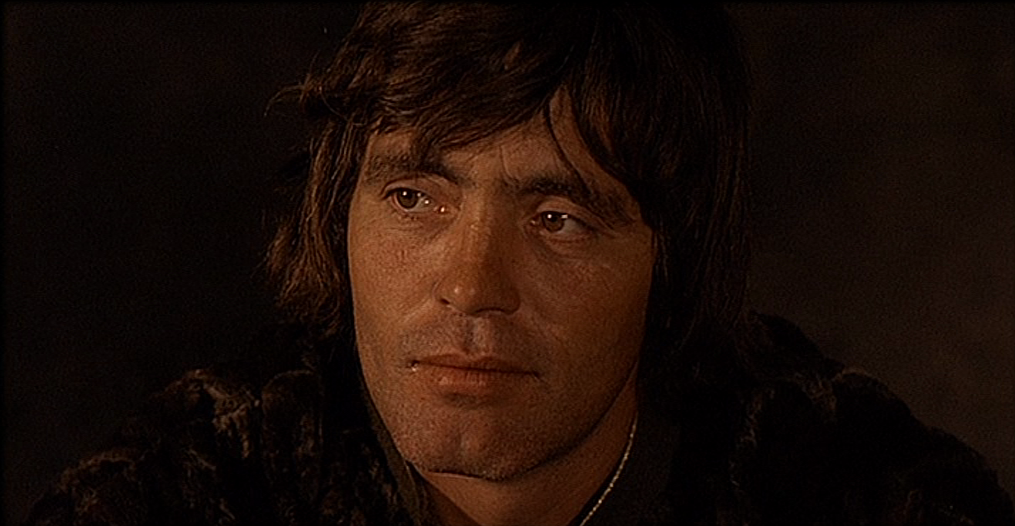
Franco Citti nel ruolo di ser Ciappelletto nel film Il Decameron di Pier Paolo Pasolini

Cepparello da Prato, conosciuto anche come messer o ser Ciappelletto, è un personaggio letterario del Decameron di Giovanni Boccaccio, protagonista della prima novella dell'opera (giornata I, novella 1). Era un notaio, per cui aveva diritto a essere chiamato col titolo di "Ser" prima del nome.

## Personaggio letterario
Giovanni Boccaccio lo introduce nella novella facendolo chiamare da Musciatto Franzesi, mercante francese che, dovendosi recare in Italia al seguito di Carlo di Valois, lascia a vari incaricati il controllo delle sue faccende mercantili, ma non riesce a trovare «tanto malvagio uom» per riscuotere i debiti verso i clienti borgognoni, «uomini riottosi e di mala condizione e miscelai», «che opporre alla loro malvagità si potesse» (giornata I, novella 1, 8-9). L'unica persona che gli viene in mente per questo compito è appunto questo ser Cepparello da Prato, che aveva già avuto modo di ospitare a Parigi, dov'era stato rinominato Ciappelletto: i francesi, infatti, avevano creduto che il suo nome derivasse da "cappello", per cui lo avevano francesizzato in chapelet (il titolo ser deriva invece dalla sua professione di notaio).
Si tratta di un uomo avvezzo a ogni empietà: spergiuro, seminatore di discordia e scandali, omicida, bestemmiatore, fedifrago, goloso, bevitore e giocatore d'azzardo, al punto da essere ritenuto dall'autore l'uomo peggiore mai vissuto. Recatosi in Francia in casa di due mercanti fiorentini, Cepparello si ammala gravemente e sta per morire, quindi i padroni di casa sono molto tormentati: non lo possono cacciare perché è troppo malato e non lo possono nemmeno far confessare, perché se rivelasse onestamente i suoi peccati nessun religioso sarebbe così buono da dargli l'assoluzione, e sarebbe uno scandalo per la loro casa essere stata il luogo della morte di un uomo che non si possa seppellire in suolo consacrato (e i loro creditori, i malvagi borgognoni, li crederebbero ladri di pari razza e si rifiuterebbero di pagarli), ma d'altro canto non possono assolutamente lasciarlo morire senza il sacramento della confessione. Cepparello li sente mentre parlano dei loro dubbi e, per non recare loro danno, chiede loro di chiamare un confessore, con cui ha deciso di compiere un ultimo, grande peccato dinnanzi a Dio, non facendo ormai per lui differenza uno in più o uno in meno.
Viene chiamato allora un venerabile frate, al quale Cepparello, durante la confessione, inizia a raccontare una serie di fandonie, parlando e comportandosi come se fosse stato l'uomo più pio e timoroso di Dio sulla terra e avesse commesso inavvertitamente alcuni peccati. La sua recitazione ha così tanto effetto che il frate ne rimane profondamente colpito. La finta confessione è in alcuni tratti esilarante, con Cepparello che, ostentando grande pentimento e timore, rivela peccati così lievi che fanno sorridere lo stesso frate, che li liquida come leggier anche per un religioso come lui.

- Messer sì, - rispose ser Ciappelletto - ché io, non avvedendomene, sputai una volta nella chiesa di Dio.

Il frate cominciò a sorridere e disse:

- Figliuol mio, cotesta non è cosa da curarsene: noi, che siamo religiosi, tutto il dì vi sputiamo.

Disse allora ser Ciappelletto:

- E voi fate gran villania, per ciò che niuna cosa si convien tener netta come il santo tempio, nel quale si rende sacrificio a Dio.»
(Giornata I, novella 1, 61-34)
Alla fine il frate lo assolve, lo rassicura che sarà sepolto nella chiesa del loro convento e gli dà la comunione e l'estrema unzione. Poco dopo Cepparello muore e si sparge la voce della confessione di un "sant'uomo", quindi tutto il capitolo dei frati gli concede dei funerali solenni, cui partecipa molta gente, desiderosa di vederlo. La folla, addirittura, inizia subito a venerarlo col beneplacito dei frati e gli strappa le vesti per conservarle come reliquie. Votandosi alla sua indulgenza, presto viene proclamato San Ciappelletto.
La novella si chiude con Boccaccio che si chiede, attraverso le parole di Panfilo, se Dio abbia avuto pietà di questo "santo" che in realtà si meritava tutto meno che diventare santo, ammettendolo comunque in Paradiso per la sua benevolenza, nonostante le sue numerose malefatte.
Tra i temi della novella ci sono la valorizzazione dell'ingegno individuale (con la confessione di Ciappelletto), la separazione tra livello divino e umano e l'ingenuità degli uomini di chiesa di fronte agli ipocriti tentativi della borghesia di conciliare religione e affari economici. Gli uomini si rivolgono ai santi come mediatori nei loro rapporti con Dio in un'epoca in cui molti santi venivano riconosciuti come tali solo grazie alla pietà popolare e pertanto in realtà potevano anche essere stati personaggi per nulla raccomandabili in vita e, quindi, trovarsi all'inferno. Nonostante ciò, Dio accoglie comunque le buone intenzioni di coloro che rivolgono a lui preghiere e può convertire un fatto negativo (la santificazione di un terribile peccatore) in uno positivo.

## Ricerche storiche
Ricerche d'archivio hanno scoperto come effettivamente sia vissuto un personaggio chiamato Cepparello da Prato, la cui presenza è documentata verso la fine del Duecento in Francia. Era un addetto alla riscossione di decime e di taglie per il re Filippo il Bello e per il papa Bonifacio VIII. A questo personaggio realmente esistito potrebbe essersi ispirato Boccaccio. Il "vero" Cepparello, però, era sposato, aveva figli e nel 1304 si trovava a Prato e non in Francia.